# Crassula roggeveldii
Crassula roggeveldii (лат.) — вид однолетних растений рода Толстянка (Crassula) семейства Толстянковые (Crassulaceae), естественно произрастающий на территории Капской провинции Южно-Африканской Республики.

## Название
Родовое латинское название Crassula происходит от латинского слова crassus, — «толстый», в основном из-за присутствия у растений этого рода сочных листьев.
Видовой латинский эпитет roggeveldii происходит от названия местности Роггевельд в Северном Кейпе, Южная Африка, где данное растение произрастает.

## Ботаническое описание
Однолетники имеют полегающие, иногда распростертые ветви длиной от 10 до 40 мм, часто с придаточными корнями в узлах. В молодом возрасте они покрыты тонкими сосочками. Листья имеют черешок длиной до 1 мм у основания растения; их пластинка обратнояйцевидная, размером 1-2(-3) х 1-2 мм, тупая, иногда усеченная, с тонкими сосочками, особенно в молодом возрасте. Она уплощена в дорзивентральном направлении, но немного выпуклая сверху, мясистая, меняющая оттенок от зеленого до красного.
Соцветие представляет собой тирсы с немногочисленными дихазиями, с короткочерешковыми четырехчленными цветками. Чашечка состоит из широкояйцевидных долей примерно 1,5 мм в длину, тупых, мясистых, меняющих цвет от зеленого до красного. Венчик более или менее чашевидный, у основания едва сросшийся, белый; доли яйцевидные, 1,5-2 мм длины, тупые, раскидистые. Тычинки имеют желтые пыльники. Семена насчитывают 6-8, выходят через апикальную пору листовки.

## Распространение и экология
Растение произрастает во влажных местах, часто под нависающими камнями.

## Таксономия
Crassula roggeveldii Schönland, первое упоминание в Trans. Roy. Soc. South Africa 17: 183 (1929).